# San Ponso
San Ponso is een gemeente in de Italiaanse provincie Turijn (regio Piëmont) en telt 278 inwoners (31-12-2004). De oppervlakte bedraagt 2,2 km², de bevolkingsdichtheid is 126 inwoners per km².

## Demografie
San Ponso telt ongeveer 116 huishoudens. Het aantal inwoners steeg in de periode 1991-2001 met 7,7% volgens cijfers uit de tienjaarlijkse volkstellingen van ISTAT.
| Jaar | Inwoneraantal |
| ---- | ------------- |
| 1991 | 246           |
| 2001 | 265           |

## Geografie
San Ponso grenst aan de volgende gemeenten: Valperga, Salassa, Pertusio, Rivara, Busano, Oglianico.
1. ↑  https://demo.istat.it/?l=it.